# Slowdive (album)
Slowdive è il quarto ed eponimo album in studio del gruppo musicale inglese Slowdive, pubblicato nel 2017.

## Tracce
1. Slomo – 6:53
2. Star Roving – 5:39
3. Don't Know Why – 4:36
4. Sugar for the Pill – 4:31
5. Everyone Knows – 4:22
6. No Longer Making Time – 5:48
7. Go Get It – 6:09
8. Falling Ashes – 8:00

## Formazione
- Rachel Goswell - voce, chitarra, tamburello
- Neil Halstead - voce, chitarra, tastiera
- Christian Savill - chitarra
- Nick Chaplin - basso
- Simon Scott - batteria